# 丽人行 (1967年电影)
《儷人行》是一部1967年的英國喜剧電影，由史丹利·杜寧导演，亚伯·芬尼与奧黛麗·赫本主演。
電影改編自費德列克·拉斐爾的小說。電影取得了較高的評價，並獲得多項金球獎的提名。
本片主題曲《Two for the Road》是由亨利·曼西尼譜曲，他也是《月河》（《第凡內早餐》主題曲）等歌曲的譜曲者。
本片被選入AFI百年百大愛情電影。

## 外部連結
- 豆瓣电影上《丽人行》的資料 （简体中文）
- 互联网电影数据库（IMDb）上《Two for the Road》的资料（英文）
- TCM电影资料库上《Two for the Road》的资料（英文）